# 雷谢西
雷谢西（法語：Réchésy，法語發音：[ʁeʃezi]）是法国勃艮第-弗朗什-孔泰大区贝尔福地区省的一个市镇，位于该省东南部，和上莱茵省及瑞士接壤，属于贝尔福区。

## 地理
雷谢西（47°30'30"N, 7°6'47"E）面积12.61 平方千米，位于法国勃艮第-弗朗什-孔泰大區贝尔福地区省，该省份为法国东北部内陆省份，东临上莱茵省，北起孚日省，西接上索恩省，南与杜省和瑞士接壤。
与雷谢西接壤的市镇（或旧市镇、城区）包括：新勒皮、普费特鲁斯、下塞普瓦、库尔塞勒、库特勒旺。

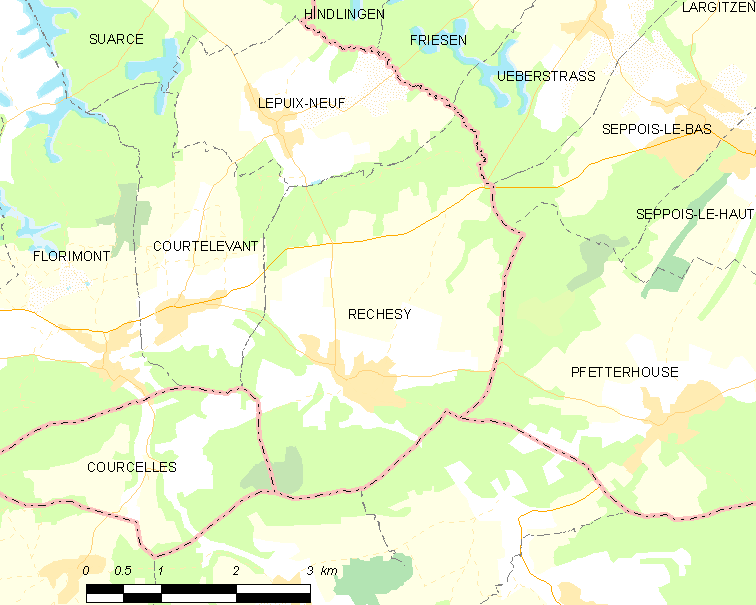
雷谢西的OSM定位图

雷谢西的时区为UTC+01:00、UTC+02:00（夏令时）。

## 行政
雷谢西的邮政编码为90370，INSEE市镇编码为90081。

## 政治
雷谢西所属的省级选区为代勒县。

## 人口

1962-2008年间雷谢西人口变化图示

雷谢西于2022年1月1日时的人口数量为765人。